# Sjećanja na ubojstvo
Sjećanja na ubojstvo (eng. Memories of Murder; kor. Salinui Chueok) je južnokorejska kriminalistička triler drama s dodirom komedije iz 2003. koju je režirao Joon-ho Bong prema vlastitom scenariju. Radnja se vrti oko dvojice detektiva koji tragaju za prvim korejskim serijskim ubojicom te se labavo zasniva na stvarnim događajima koji su se odigrali od 1986. do 1991. u Hwaseongu. Film je postigao velik komercijalni i kritičarski uspjeh te pomogao skrenuti pozornost na kinematografiju Južne Koreje.

## Filmska ekipa
Režija: Joon-ho Bong
Glume: Kang-ho Song (Detektiv Park Doo-man), Sang-kyung Kim (Detektiv Seo Tae-Yoon), Roe-ha Kim (Detektiv Cho Yong-koo), Jae-ho Song (Narednik Shin Dong-chul), Hie-bong Byeon (Narednik Koo Hee-bong) i dr.

## Radnja
Listopad, 1986. U nekom gradiću, u jarku kraj ceste, pronađen je leš mrtve žene a lokalni detektiv Park Doo-man je došao na mjesto zločina kako bi obavio očevid. Ubrzo je na nekom polju pronađen i drugi leš. Park nikada nije imao posla s takvim velikim slučajevima te je vidno preopterečen, iako se trudi obaviti sve najbolje; znatiželjni civili sa svih strana upadaju na mjesto zločina a neki traktor prođe kraj ceste te tako slučajno uništi otisak ubojice. Park okupi barem 20-ak ljudi u okrugu te ih slika i zabilježi kao potencijalne sumnjivce. Kraj ceste sretne nekog muškarca koji pita neku ženu za put te ga odmah napadne, pretuče i sveže te ga optuži da je on ubojica. No ispostavi se da je čovjek zapravo detektiv Seo Tae-Yoon, njegov novi partner iz Seula. Njihove metode se sukobe; Park je nestrpljiv i dinamičan dok je Seo smiren i racionalan. Park ubrzo izgubi strpljenje te uhapsi iz vedra neba nekog mentalno zaostalog mladića, Kang-hoa, bez ikakvog dokaza jer zaključio da ovaj nije imao djevojku pa je vjerojatno iz ljubomore počinio ubojstvo. Čak i falsificira dokaze kako bi nagovorio da prizna zločin. Nakon nekoliko dana torture, mladić nesvjesno prizna zločin a policija već unaprijed obavijesti novinare da je slučaj riješen, no baš tada Seo otkriva da ruke mladića nisu bile fizički moguće izvršiti zločin, pa ovaj biva oslobođen.
Seo počne sam istraživati te shvati da ubojica uvijek napada žene s crvenom odjećom po kišnim noćima. Dobiva nekoliko ljudi i u polju nađe i treći leš, no forenzične tehnologije tada kao da i ne postoje. Park tada zbilja izgubi strpljenje te objavi nadređenom da ubojica vjerojatno nikada nije ostavio trag jer nema dlaka na međunožju. Iz toga zaključi da bi ubojica mogao brijati genitalije te nakratko čak i otiđe u javnu kupelj kako bi tražio muškarce koji odgovaraju takvom opisu. Ubrzo se dogodi još jedno ubojstvo, a detektivi na mjestu zločina uhapse nekog čovjeka koji je masturbirao. Park ga prebije te ga natjera da prizna zločin, no tada Seo opet shvati da je ulovljen krivi čovjek jer ne odgovara dokazima.
Tada se otkrije da je neki tajnoviti slušatelj na radio emisiji uvijek tražio neku specifičnu pjesmu kada se dogodilo ubojstvo. Taj netko je neki radnik u tvornici kojeg uhapse te nejgovu spermu pošalju na analizu u SAD da vide da li se poklapa sa spermom nađenom na mjestu zločina. Radnik biva pušten ali uz danooćno promatranje. Istodobno, tijekom cijele države se odigravaju protesti studenata koje suzbijaju i premlaćuju vlasti. Kada se dogodi novo ubojstvo Seo misli da je ubojica sigurno radnik te ga odluči osobno smaknuti, no tada stignu DNK nalazi iz SAD-a koji pokažu da ni on nije ubojica. 2003. Park je napustio policiju, a slučaj nikada nije riješen. Dođe do jarka u kojem se dogodilo prvo ubojstvo a neka djevojčica mu kaže da je vidjela ubojicu, koji je izgledao „poput običnog čovjeka“.

## Nagrade
- Osvojen Asian Film Award na filmskom festivalu u Tokiju (najbolji film)
- 3 osvojene nagrade na međunarodnom filmskom festivalu u San Sebastianu (najbolji novi redatelj, srebrna ljuštura i FIPRESCI nagrada za “novi uvid u korijene političke represije u diktaturi pod krinkom portage za serijskim ubojicom”)

## Zanimljivosti
- Kada Kwan-Ho istražuje u podrumu policijske stanice, dvojica policijskih časnika i optuženik gledaju TV program dok jedu obrok. Emisija je “Soo S Ban Jang”, popularna televizijska detektivska južnokorejska serija koja se je emitirala gotovo 20 godina.
- Stvarna ubojstva dogodila su se od 1986. do 1991. Ispitano je više od 3.000 osumnjičenika a oko 300.000 policajaca je u jednom trenutku bilo uključeno u potragu.
- Film je 2006. prikazan i u hrvatskom kinu Broadway Tkalča 5.

## Kontekst
6. prosinca 1979. ministar Choi Kyu-ha pobijedio je na izborima u Južnoj Koreji, ali se je ubrzo dogodio puč vojske pod vodstvom generala Chun Doo-hwana, koji je sam sebe postavio za predsjednika države. 1980. usljedile su demonstracije koje su zahtijevale pravu demokraciju, ali je vojna diktatura bila posebno stroga prema njima jer se bojala da bi Sjeverna Koreja mogla izvršiti ponovnu invaziju na jug zbog nestabilnosti i slabosti države. General Chun vladao je do 1988., kada ga je zamijenio general Roh Tae-woo. Radnja u film se odigrava u 1986. te više puta prikazuje scene u kojima policija premlačuje studente koji su demonstrirali protiv diktature, dok istodobno nema gotovo nikakvih sredstava riješiti zločin. Time autor želi prikazati da je represija odgovorna za revolt građana i možda i za stvaranje ubojice koji je postao revoltiran sustavom u kojem živi. Na neki način stvorena je kultura koja stvara zločin, a dvojica detektiva u priči svojim maltertiranjem osumnjičenika (koji su nevini) i sami nesvjesno vrše tu represiju.

## Kritike
Kritičari su većinom hvalili film, ističući kako je Bong režirao film inventivno, svježe i originalno, dok je samo manjina bila nezadovoljna i prigovarala da se samo radi o tankom ostvarenju. Tako je Stephen Hunter u svojoj pohvanoj recenziji zapisao; „Korejski film „Sjećanja na ubojstvo“ se izdaleka doima poput američkog filma. Ima serijskog ubojicu, smiješne detektive, seksualne zločine, noćne potjere i partnere koji se svađaju. No doslovno već u prvoj sceni film uspostavlja svoju jedinstvenost i suzdržano oko redatelja Joon-ho Bonga...No ono što je iznimno u ovom ostvarenju je redateljov uvid u materijal, koji je suptilan, težak za uhvatiti, nevidljiv. Najbolji način na koji bi mogao izraziti priču je da je prenesem u američke uvjete. Zamislite dvojicu policajaca u Montgomeryju, u državi Alabami – koji su, naravno bijelci – te koji istražuju seriju ružnih ubojstava u ruralnoj Alabami negdje u 1932. godini u crnačkoj zajednici. Ti policajci su dio sustava represije, naravno, te je tako taj sustav nevidljiv za njih. Oni nemaju sumnje oko njihovog prava da pretuku sumnjivce, ili da ih muče, kako bi ih prevarili i natjerali da priznaju. Istodobno, oni razumiju da su ubojstva zli činovi, te su očajni da ulove počinitelja. Jedini slični primjeri filmova, u kojima detektivi služe korumpiranim vlastima te su slijepi prema njenoj nepravdi, ali prihvaćaju moralni red te traže da ulove ili ubiju perverznjaka koji ih krši, bi bili „Noć generala“, u kojem policijski časnik progoni seksualnog zločinca u redovima generala Nacista, te „U vručini noći“, gdje Rod Steiger glumi rasista koji mora surađivati s crnoputim detektivom kojeg glumi Sidney Poitier kako bi razriješio zločin. U „Sjećanja na ubojstvo“, pak, svaki lik je briljantno ostvaren...Redatelja Bonga puno više zanima uloviti stanje društva tog vremena koje je osvijetlila kriza policijske istrage. Ono što iz toga proizlazi je doista iznimno“. 
Desson Thompson je također hvalio film; „Intrigantan i vješto napravljen film korejskog redatelja Joon-ho Bonga koji se zasniva na istinitoj priči“, kao i Laura Clifford; „Bong Joon-ho čini izniman posao pri balansiranju misterije s elemntima humora i drame“. Josh Ralske je utvrdio: „Film zaslužuje usporedbu s filmovima „Kada jaganjci utihnu“ i „Henry: Portet serijskog ubojice“ jer nudi duboku analizu kulture koja stvara zločin“. S druge strane, među rijetkima koji su prigovarali filmu je bio i Christopher Null; „Redatelj ostavlja stvari frustrirajuče nerazriješene na kraju (iako to nije iznenađujuče, pošto se priča temelji na pravom slučaju), zbog čega se predugo trajanje od preko dva sata može učiniti kao gubljenje vremena. Niz slavnih korejskih glumaca ne čini puno sa svojim ulogama policajaca i civila“.

## Vanjske poveznice
- Sjećanja na ubojstvo u internetskoj bazi filmova IMDb-a
- Recenzije na Rottentomatoes.com
- Love HK Film.com
- Palmpictures.com  Arhivirana inačica izvorne stranice od 7. veljače 2007. (Wayback Machine)
- Moviemartyr.com
- Filmski.net  Arhivirana inačica izvorne stranice od 7. ožujka 2007. (Wayback Machine)